# 飯野かおり
飯野 かおり（いいの かおり、1983年12月25日 - ）は、千葉県出身のグラビアアイドルである。

## 略歴・人物
- 趣味は人の細かいパーツを見ること。特技は書道。
- 2008年12月、自身のブログにて芸能活動を離れると表明。語学留学の為といった記述がされており、突然ブログが閉鎖された。以後、2年ほど消息を絶つ。
- 2011年4月、「ZAK THE QUEEN 2011」にエントリーした。

## リリース作品

### DVD
- Rosy Heart（2008年4月30日発売、ビーエムドットスリー）
- Meister 15（2008年8月15日発売、トライアングルフォース）

### 携帯サイト
- アイドルがイッパイ

## 出演
- ゴッドタン 〜The God Tongue 神の舌〜（2012年2月18日、テレビ東京）- ゲスト